# Бяконтово (Подольський міський округ)
Бя́контово (рос. Бяконтово) — присілок у складі Подольського міського округу Московської області, Росія.

## Населення
Населення — 18 осіб (2010; 18 у 2002).
Національний склад (станом на 2002 рік):
- росіяни — 94 %